# Mariene ecoregio Hawaï
De Mariene ecoregio Hawaï (152) (Engels: Hawaii marine ecoregion) is een biogeografische regio en ligt in het centrale deel van de Grote Oceaan in de Mariene provincie Hawaï (37) in het Marien rijk Oostelijke Indo-Pacific. De mariene ecoregio is vastgesteld door het World Wide Fund for Nature en The Nature Conservancy en is vernoemd naar Hawaï.
Het gebied grenst niet aan andere mariene ecoregio's.

## Geografie
De mariene ecoregio ligt in het centrale deel van de Grote Oceaan rond de eilandengroep Hawaï, inclusief de atol Johnston, in de Verenigde Staten en bestaat uit twee gebieden. Het noordelijke gebied omvat de wateren rond eilandketen die zich uitstrekt van het eiland Midway in het noordwesten tot aan het grootste eiland Hawaï in het zuidoosten. Het zuidelijke gebied rond de atol Johnston.
Door het gebied stroomt de Pacifische Noordequatoriale stroom, onderdeel van de Noord-Pacifische gyre.

## Biogeografie
Het gebied kent zeeleven dat houdt van tropische temperaturen.